# Sistema de freno combinado
El sistema de freno combinado o sistema de freno vinculado (SFC o CBS por sus siglas en inglés) es un dispositivo de asistencia mecánica utilizado para vincular los frenos delanteros y traseros en una motocicleta o una motoneta. Mediante este sistema, accionando una de las palancas de freno, se activa el freno de ambas, en intensidad variable, adaptándose a la situación de cada momento (velocidad de la motocica, ángulo de curvatura, etcétera).
Este mecanismo aumenta la seguridad que ofrecen los frenos convencionales en la conducción, sobre todo en motociclistas inexpertos y se presenta como una solución menos sofisticada y más barata que el sistema antibloqueo de frenos, pero con un eficacia similar en la reducción de la distancia de deceleración y, como consecuencia, de la siniestralidad.
Las normativas de cada vez más países están haciendo obligatorio este sistema en la motocicletas y motonetas de nueva matriculación.